# Aphyolebias rubrocaudatus
 Aphyolebias rubrocaudatus és una espècie de peix de la família dels rivúlids i de l'ordre dels ciprinodontiformes.

## Morfologia
Els mascles poden assolir els 6 cm de longitud total.

## Distribució geogràfica
Es troba a Sud-amèrica: Perú (riu Amazones).